# Vitusbildstock (Hörblach)

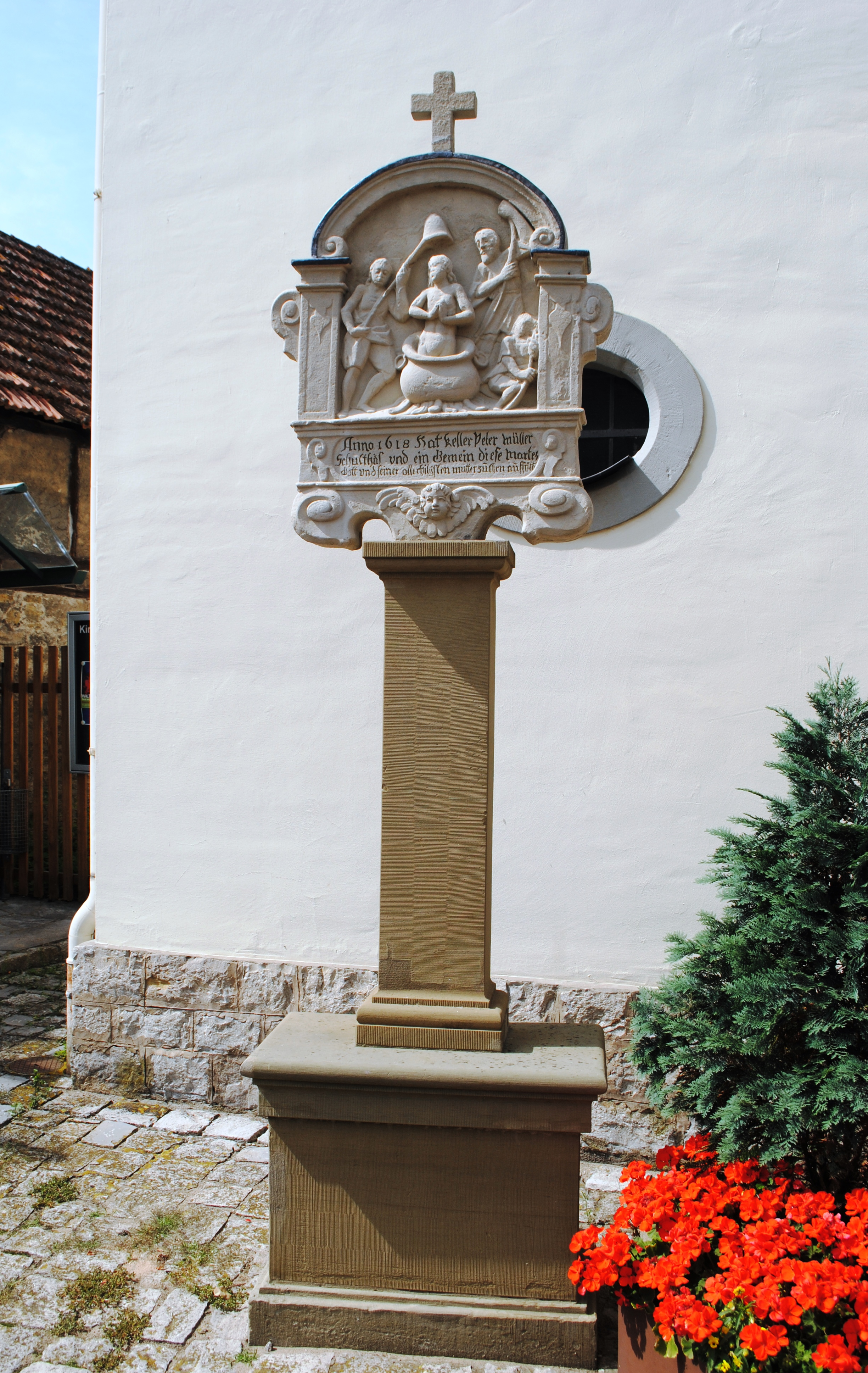
Der Bildstock in Hörblach

Der sogenannte Vitusbildstock befindet sich in Hörblach, einem Ortsteil von Schwarzach am Main. Er steht vor der Vituskirche an der Kitzinger Straße.

## Geschichte
Der Bildstock wurde im Jahr 1618 errichtet. Eine Inschrift im unteren Teil des Aufsatzes benennt den Stifter: „Anno 1618 hat Keller Peter Müller Schultheis und eine Gemein diese Marter Gott und seiner allerheiligsten Mutter zu Ehre aufrichten.“ Auf der Rückseite sind weitere Personen erwähnt. Das Bayerische Landesamt für Denkmalpflege ordnet den Bildstock unter der Nummer D-6-75-165-23 als Baudenkmal ein.

## Beschreibung
Die Marter ist der Renaissance zuzuordnen. Aus einem rechteckigen Sockel ragt die viereckige Säule. Sie leitet zum Bildstockaufsatz über. Unten erkennt man eine Putte, die von zwei Voluten umgeben ist. Darüber ist die Inschrift zu erkennen. Eine Szene des Martyriums des heiligen Vitus folgt. Zwei Pilaster begrenzen die Darstellung. Auf der Rückseite erkennt man die Pietà. Ein Sandsteinkreuz überragt den Bildstock.